# 비앙카 라이언
비앙카 라이언(Bianca Ryan, 1994년 9월 1일 ~ )는 미국의 가수로, 《아메리카스 갓 탤런트》 첫 번째 시즌에서 우승하였다.